# Church of God
Church of God (COG) är en pingstkyrka med över sju miljoner medlemmar i 150 länder.
1953 beslutade högsta domstolen i Tennessee att kyrkan äger den lagliga rätten till namnet Church of God.
För att undvika sammanblandning med den mängd andra rörelser och församlingar som använder samma namn så används dock ofta platsen på kyrkans högkvarter (Cleveland, Tennessee) i tillägg till namnet.

## Historia
1902 bildades församlingen Holiness Church at Camp Creek i Tennessee av 20 personer som berörts av en väckelsekampanj i området 1896, vid vilken tungotal hade praktiserats. Detta hade resulterat i starkt motstånd från de etablerade kyrkorna och allmänheten i trakten. Flera av dem som berörts av väckelsen fick sina hus nedbrända av den upprörda mobben. Även en av deras möteslokaler hade bränts ned. Sedan dessa händelser hade gruppen samlats i  William F Bryants hus. Den drivande kraften bakom församlingsbildandet var pastor R G Spurling som 1886, efter att ha blivit utesluten ur den lokala baptistförsamlingen, bildat Christian Union i Barney Creek Meeting House i Monroe County, Tennessee. 
1903 anslöt sig predikanten Ambrose J Tomlinson till den unga församlingen och valdes snart till dess pastor.
Det frigjorde Bryant och Spurling för evangelisation. Nya medlemmar anslöt sig till församlingen och dotterförsamlingar planterades på flera platser i Georgia och Tennessee.
I januari 1906 samlades ombud från de olika församlingarna i Camp Creek till en första generalförsamling för "Churches of East Tennessee, North Georgia and Western North Carolina". Man delade den övriga helgelserörelsens förkunnelse om helgelse som en ögonblicklig andra välsignelse i en kristens liv och fastslog att nattvard, fottvagning och troendedop skulle praktiseras i kyrkan.
Inspirerade av en annan rörelse, numera känd som Church of God (Anderson) antog man 1907 namnet Church of God som namn på kyrkan. Samma år upplevde Tomlinson andedopet med åtföljande tungotal, efter att ha lyssnat till en predikant som deltagit i väckelsen på Azusa Street i Los Angeles. Tomlinson och hans rörelse tog till sig William J. Seymours förkunnelse om andedopet som en tredje välsignelse och har sedan dess räknats som en del av pingströrelsen.
1909 utsågs Tomlinson till kyrkans förste General Overseer.
1910 hade Church of God tusen medlemmar fördelade på 31 församlingar i sydöstra USA. Samma år grundades tidningen The Church of God Evangel som fortfarande utges.

## Splittring
1917 lämnade församlingen i Chattanooga, under ledning av Joseph L Scott, COG. Idag är man officiellt registrerad som The (Original) Church of God.
I början av 1920-talet lämnade George W Hensley och hans anhängare COG och bildade Church of God with Signs Following sedan deras sed att ta i giftormar som tecken på tro, avvisats av samfundsledningen.
1923 bröt Ambrose J Tomlinson och hans anhängare med COG och bildade vad som idag kallas Church of God of Prophecy.
1939 lämnade Harrison W Poteat och hans anhängare COG och bildade Church of God, House of Prayer.